# Ole Høeg
Ole Høeg (11. marts 1920 i Ørsted – 4. februar 1988) var en dansk forfatter og journalist. Han skrev ti kriminalromaner, hvor de fleste havde kommissær Amadeo Bergamasco fra La Questura (politistationen) i Rom i hovedrollen. Ole Høeg var bosat i Italien fra 1960 til 1980.
Især den første halvdel af kriminalromanerne blev meget vel modtaget, udkom i flere udgaver og blev prisbelønnet. Således fik han Poeklubbens pris for: Handlingen foregår i Rom (1975), Frækt kup i Vatikanet (1976) og Etruskermordene (1979).
Høeg var chefrejseleder i Rom i mange år og skrev flere bøger om Italien, bl.a. Turen går til Rom.

### Kriminalromaner
- 1985 Bergamasco går i kloster
- 1983 Doktorens fem synder
- 1982 Kommissæren går til opera
- 1982 Ekspertise (noveller)
- 1982 Drømmerejsen
- 1981 Terror for åben skærm
- 1979 Etruskermordene
- 1978 En krone til salg
- 1977 Heksen og kommissæren
- 1976 Frækt kup i Vatikanet
- 1975 Handlingen foregår i Rom

### Rejsebøger
- 1984 Til Rom
- 1970 Turen går til Rom

### Andet
- 1985 Pifferari (julenovelle)
- 1982 Da Santa Sabina mistede sin uskyld (Skildring af de tolv år, Høeg boede sammen med sin familie i en lille italiensk bjergby)
- 1953 Dragonen og kongressen (historisk roman)
- 1952 Kaper (historisk roman')

## Priser og udmærkelser (i udvalg)
- 1979 De gyldne Håndjern Etruskermordene
- 1976 De gyldne Håndjern Frækt kup i Vatikanet
- 1975 Poeklubbens pris (Berenice) Handlingen foregår i Rom